# Barmhartige Broeders van Montabaur

De Barmhartige Broeders van Montabaur (Latijn: Congregatio Fratrum Misercordiae Montabaur, afkorting: F.M.M.) is een rooms-katholieke congregatie, waarvan het moederhuis in 1860 in Montabaur opgericht is. De doelstellingen van de congregatie zijn ziekenzorg en missiewerk.